# ألان فوستر (لاعب كرة قدم)
ألان فوستر (بالإنجليزية: Alan Foster)‏ هو مدرب كرة قدم ولاعب كرة قدم بريطاني في مركز ظهير ‏، ولد في 10 مارس 1971 في غلاسكو في المملكة المتحدة. لعب مع نادي دمبرتون.